# Cephalodella inquilina
Cephalodella inquilina är en hjuldjursart som beskrevs av Myers 1924. Cephalodella inquilina ingår i släktet Cephalodella och familjen Notommatidae. Inga underarter finns listade i Catalogue of Life.